# أنابيل (ميزوري)
أنابيل (بالإنجليزية: Anabel)‏ هي إحدى المجتمعات الفردية (غير مصنفة) في ولاية ميزوري في الولايات المتحدة الأمريكية.

## أعلام
- نيت ووكر